# Zagázíg
Zagázíg (arabul: الزقازيق ) város Észak-Egyiptomban, a Nílus deltájában. Sarkijja kormányzóság székhelye. Lakossága közel 320 ezer fő volt 2012-ben. 
A gyapot- és gabonakereskedelem egyik fontos egyiptomi központja. 
Régészeti múzeuma képet ad a fáraók korának e környéken virágzott híres városáról, Bubasztiszról. 
A városközponttól kb. 3-4 km-re délkeletre tárták fel Bubasztisz romjait. Hérodotosz is említést tesz e városról, amelyet felkeresett. Itt volt a macska- vagy oroszlánfejű istennő, Básztet kultuszának központja.

## Fordítás
- Ez a szócikk részben vagy egészben  a   Zagazig című angol Wikipédia-szócikk fordításán alapul.  Az eredeti cikk szerkesztőit annak laptörténete sorolja fel. Ez a jelzés csupán a megfogalmazás eredetét és a szerzői jogokat jelzi, nem szolgál a cikkben szereplő információk forrásmegjelöléseként.